# 奥兰治河

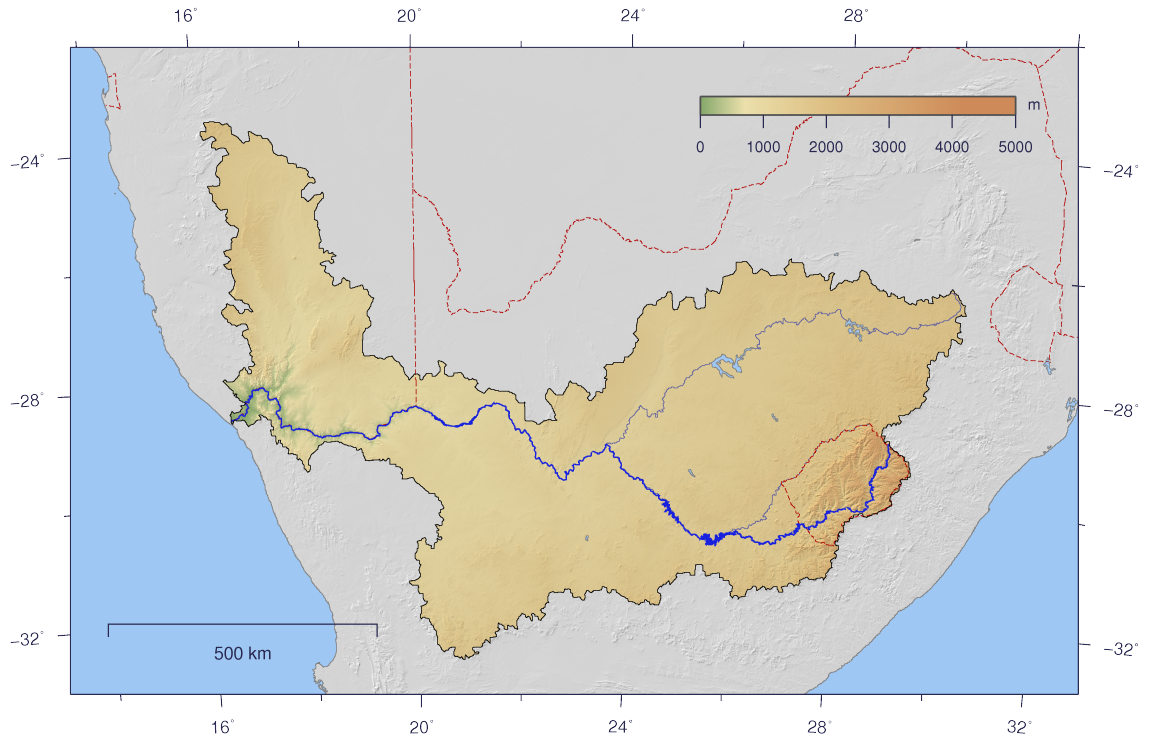
奧蘭治河流域圖

奥兰治河（英語：Orange River）是南非最長的河流，長約2,400公里，流域面積973,000平方公里。流域內氣候乾燥。
起源於賴索托和南非共和國交界地區，大致往西流，並為南非國內數個省的省界，最後在南非和納米比亞的邊界流入大西洋。橘河河床為南非鑽石主要產地。主要支流有法爾河等。